# آلفتامین
آلفتامین (به انگلیسی: Alfetamine) یا آلفا-آلیل-فن‌اتیل‌آمین، یک ترکیب شیمیایی از خانواده فنیل‌آمین‌ها است. این ماده بطور مختصر به عنوان یک داروی ضد افسردگی در اوایل دهه ۱۹۷۰ مورد بررسی قرار گرفت. گفته شد که از نظر فعالیت، بسیار شبیه به ایمی‌پرامین و آمی‌تریپتیلین، که دو داروی ضدافسردگی سه‌حلقه‌ای است، می‌باشد.